# The Boys of Topsy-Turvy Ranch
The Boys of Topsy-Turvy Ranch è un cortometraggio muto del 1910 prodotto dalla Nestor. Il nome del regista non viene riportato nei credit.

## Produzione
Il film fu prodotto dalla Nestor Film Company.

## Distribuzione
Distribuito dalla Motion Picture Distributors and Sales Company, il film - un cortometraggio di una bobina - uscì nelle sale cinematografiche USA il 19 ottobre 1910.